# Chicago Marathon 1992
De Chicago Marathon 1992 werd gelopen op zondag 25 oktober 1992. Het was de 15e editie van de Chicago Marathon. De 29-jarige Braziliaan José Cesar De Souza kwam als eerste over de streep in 2:16.14. De 31-jarige Amerikaanse Linda Somers won bij de vrouwen in 2:37.41.

## Uitslagen

### Mannen
| rang   | naam                | land | tijd    |
| ------ | ------------------- | ---- | ------- |
| Goud   | José Cesar De Souza | BRA  | 2:16.14 |
| Zilver | Igor Braslawsky     | UKR  | 2:17.30 |
| Brons  | Eddy Hellebuyck     | BEL  | 2:17.55 |
| 4      | Thomas O’Gara       | IRL  | 2:18.05 |
| 5      | Tomasz Gnabel       | POL  | 2:18.18 |
| 6      | Roy Dooney          | IRL  | 2:20.25 |
| 7      | Terefe Makonnen     | ETH  | 2:20.28 |
| 8      | Tadeusz Lawicki     | POL  | 2:20.39 |
| 9      | Visa Orttenvuori    | FIN  | 2:21.47 |
| 10     | Kassa Balcha        | ETH  | 2:22.51 |

### Vrouwen
| rang   | naam             | land | tijd    |
| ------ | ---------------- | ---- | ------- |
| Goud   | Linda Somers     | USA  | 2:37.41 |
| Zilver | Gail Hall        | USA  | 2:39.38 |
| Brons  | Kirsi Valasti    | FIN  | 2:40.32 |
| 4      | Ursula Noctor    | IRL  | 2:41.52 |
| 5      | Emma Cabrera     | MEX  | 2:45.36 |
| 6      | Betsy Schmid     | USA  | 2:46.49 |
| 7      | Catriona Dowling | IRL  | 2:50.24 |
| 8      | Renata Sitek     | AUT  | 2:52.14 |
| 9      | Sandra Natal     | USA  | 2:57.09 |
| 10     | Melanie Murray   | USA  | 2:57.25 |

1977 ·
1978 ·
1979 ·
1980 ·
1981 ·
1982 ·
1983 ·
1984 ·
1985 ·
1986 ·
1987 ·
1988 ·
1989 ·
1990 ·
1991 ·
1992 ·
1993 ·
1994 ·
1995 ·
1996 ·
1997 ·
1998 ·
1999 ·
2000 ·
2001 ·
2002 ·
2003 ·
2004 ·
2005 ·
2006 ·
2007 ·
2008 ·
2009 ·
2010 ·
2011 ·
2012 ·
2013 · 
2014 · 
2015 · 
2016 · 
2017 · 
2018 · 
2019 · 
2021 · 
2022 · 
2023